# 未踏召喚://鮮血印記
《未踏召喚://鮮血印記》是由鎌池和馬著作、依河和希繪製插畫的輕小說作品，由電擊文庫（KADOKAWA）出版發行。

## 概要
鎌池和馬十週年紀念企劃作品，官方稱之為“另一個可稱為「禁書目錄」”的新作系列，鎌池和馬正統派新系列。
“比眾神更高次元的存在”都能喚出的召喚儀式中，存在著一名實力驚人的少年“不殺王”城山恭介。
然而這名最強召喚師有個唯一的弱點，那就是少女口中的詛咒之言——“救我——”。

## 登場人物
城山 恭介（しろやま きょうすけ）
本作男主角。
所有召喚師三大勢力之一“自由勢力”的召喚師，外號「不殺王<Alice(with)rabbit>」，具有獲得了恩賞等級903的頂尖實力。
對發自真心的求救毫無抵抗力，一旦有人對他喊出「救救我」這一話語便會盡力地給予救援。
持握真實之劍純真無垢的『白』之女王（iu・nu・fb・a・wuh・ei・kx・eu・pl・vjz）
本作女主角。
在被召喚師喚出的“被召物（Material）”中處於頂點，潛藏於“比眾神更加深遠”的地方之人。
愛歌（あいか）
所屬於召喚師三大勢力之一“政府組織”的召喚師兼中介人，依代為一隻白獅虎。
自稱是城山恭介的妹妹，其實二者無血緣關係。不論何時都會穿著條紋比基尼，原因是白獅虎身上都是油脂，穿著衣服抱會很麻煩 。
總是待家裡的家裡蹲，幾乎靠著偶而來的恭介打理生活。之所以不出門的緣故，是因為愛歌被“人們會遺忘自己”這件事所打擊，拋棄了對外界的希望。但實際上半夜還是會帶著白獅虎出門散步。
綠 娘藍（リュウ ニャンラン）
所屬於召喚師三大勢力之一的“非法集團”，以“瘦身暗器”之名為人所懼。完全不使用被召物的力量，僅憑血肉之軀與隱藏的武器殘殺身經百戰的召喚師。
曾經是個恩賞等級1000的“政府勢力”成員之憑依體，但因為對那種不由分說套上項圈被管理在籠子裡的生活感到厭惡，所以在最後一刻抓住機會把他殺了後逃了出來 。
冥乃河 彼岸（めいのかわ ひがん）
所屬於召喚師三大勢力之一“自由勢力”的憑依體，蓮華的雙胞胎妹妹。
在與姊姊一起執行委託時的時候捲入一場陰謀中，遭神秘組織「Guard of Honor」追殺而與姊姊失散。在將要被追兵殺害時脫口說出「救救我」的言靈，因而被路過的恭介所救。
冥乃河 蓮華（めいのかわ れんげ）
所有召喚師三大勢力之一“自由勢力”的召喚師，搭檔是身為雙胞胎妹妹的彼岸。

## 世界觀
這世界存在著「政府組織」、「非法集團」、「自由勢力」三大勢力，各有獨自的「恩賞等級」制度來管理召喚師。三大勢力各自和代表低、中、高音域，被稱作「大三角」的「未踏級」被召物締結契約。
召喚儀式業界中，大體上是這三大勢力彼此牽制抗衡。
政府組織
由六十個政府、宗教、跨國企業出資設立的正義之師。專門處理神秘現象的聯合國軍。
雖說對外總是宣稱是上下一心的巨大組織，但內部也不是鐵板一塊。
第一目的是適切的管理召喚儀式此一無形資產。
非法集團
由三百三十個犯罪集團串連而成。
自由勢力
不受上下關係約束，由五百個「個人」召喚師組合而成。
召喚儀式
過去花數十年開山採石、建造神殿、觀察星象變遷、計算適切時機、準備活人獻祭恭請神明降臨，但是得看神明心情決定是否想來。直到現代使用憑依體、激發手榴彈、鮮血印記就能「暫且、確實的」召喚出超越人智的存在。

### 召喚儀式的用語
召喚師
這世上存在名為「召喚儀式」的技術，與專門行使此一技術的職業「召喚師」。
特別強力的召喚師通常擁有別名，大多是第三者擅自起名並散播，而非本人自己決定的，不過也有菜鳥召喚師為了打響名號而替自己取別名。
召喚師與憑依體兩人一組一起行動。
召喚師和憑依體獲得「恩賞等級」一百左右起，存在感就開始變得稀薄。人們會下意識的全力忽視他們，因為人類的精神並沒強韌到能正視「過於巨大的存在」及其痕跡。
憑依體
召喚師刻下被召物的「名字」，使之附身在憑依體上將之召喚出來。
憑依體身上必定會配帶「戒律的象徵」，從外在控制自身的心理狀態以防止怨靈或邪惡精靈等「不請自來的事物」附身。
當被「被召物」附身後，憑依體與召喚師的意識聯繫在一起。
憑依體無法控制被召物的肉體，只能將被召物的慾望指向對手。
恩賞等級
「政府組織」、「非法集團」、「自由勢力」三大勢力和「大三角」的「未踏級」被召物締結契約。隨著所屬召喚師的努力成果，位於「另一側」的神靈會賦予他們無形恩賞，直接刻印在他們的靈魂之上。
獲得恩賞越多，召喚師實力就越強。
當達到一千等級的召喚師，所存在的世界將會逆轉。現世與異界顛倒過來，成為「另一側」的生命體。這時他們不再召喚神靈，而是在眾神的世界裡和眾神比肩，成為與祂們相比毫不遜色的人。
激發手榴彈
現代召喚師行使召喚儀式時所需的必要物。爆炸時並不會傷及人體，而是產生透明霧氣。以爆炸地點為中心，地面形成複雜的光之紋路。微微發光的藍白光芒充滿了空間全域的「陣」——“人工靈場”。
單純丟出激發手榴彈沒有意義，必須親眼目視目標人物拋出，才能展開人工靈場。
激發手榴彈爆炸時，召喚師和憑依體不管站在哪裡都會自動移動到展開的人工靈場。
激發手榴彈將以炸裂的「面」為基準，建構出人工靈場。不限地板或地面，人工靈場也能以牆壁或天花板作為基準展開。
霊場
人工靈場
使用激發手榴彈構築出來的「陣」。是一種在現代被創造出來實行大規模高純度召喚儀式的領域。
能讓器物或一般人輕易進出，卻能精準的只囚禁召喚師、憑依體或者被設定為目標的人物的邊長二十公尺的方形牢籠。
人工靈場只能維持十分鐘。
一般槍械對人工靈場內的召喚師、憑依體無效。
連鎖
在擊敗對方召喚師後，約有九十秒的時間可以帶著人工靈場移動。只要在這九十秒內捕捉到下一個對手，就能維持現有的被召物開始戰鬥。
相對的，因為超出十分鐘的時間限制，加諸憑依體身上的負擔也會與時俱增。
簽約契約的鮮血印記（Blood Sign）
召喚師用來擊出「白棘」的棒狀物體。
隨著宗教不同，棒子的名稱也不同，不過職業召喚師都稱之為鮮血印記。
白棘
人工靈場出現時白棘召喚師身邊會浮現的三顆白色球狀光體。
召喚師使用「鮮血印記」擊出「白棘」將之把「花瓣」擊入至「spot」後召喚出被召物。
白棘每十秒會補充一顆，召喚師最大可保有七顆白棘。
只有鮮血印記能干涉白棘，人類或被召物碰觸不到白棘、花瓣和spot。
花瓣
約又蘋果大小，放射出如血般赤紅的球狀光體。每顆狀光體分別代表低、中、高音與極低音。
召喚師用鮮血印記擊出「白棘」使之將不同音域的花瓣進入「spot」而召喚出被召物。
薔薇
在人工靈場內部浮現的類似立體投影的物體，邊長六十公分的骰子壯立方體。
由兩百一十六顆「花瓣」聚合而成的立方體。
球狀黑洞（spot）
出現在人工靈場內。地面、牆壁、瓦礫縫隙、空中，浮現在各種地方。
不管光球從哪個方向接觸而來都會將之吸入的拳頭大黑洞，總計有三十六處。
音域
「花瓣」上都依照法則刻有英文字母。
低音為bcdfghj。中音為klmnpqr。高音為stuvwxyz。極低音為aiueo。
「白棘」撞擊三種音色的「花瓣」將之送進黑洞，被召物就會隨著字母的數目與組合而變化。極低音先呼略不計，低、中、高音彼此的關係為一物剋一物。
被召物（マテリアル）
『被召物』分規格級、神格級、未踏級三種存在。
規格級
神格級
未踏級
過去人類以為是世界法則最終抵達點的神格級背後——仍隱藏著更進一步的領域。那些......存在於混沌奧秘之中的生命體「未踏級」。
防護圓
運用被召物的力量構築的防護圓，目的是防止召喚出的怪物防止儀式，效果分兩種。
第一種是阻斷一切外在因素，第二種是防止天壽或疾病等內在因素使召喚師在儀式中倒下（雖然不可能，就算有外在力量貫穿防護圓，召喚師也不會死，但等解除的瞬間就很難說）。
人廓
憑依體在被召物中像影子的狀態，召喚師間的戰鬥只要能擊潰這裡，就能結束戰鬥。
禁忌
召喚儀式中滿足條件的場合，自身的被召物將轉換為『清濁萬象吞噬殆盡「漆黑」之顎《nu・lp・eu・bf・zuh・ei・jkv・iu・a・xw》』的最強大怪物，無視召喚師的防護圓保護直接攻擊召喚師並將召喚師吞噬。
禁忌之一
高音、中音、低音的『花瓣』進入『stop』三者數量不能相同。
禁忌之三
召喚師手邊已經沒有『白棘』，並且留在現場的『白棘』進入了『stop』。

### 召喚儀式的種類
第一召喚儀式
依循基於確實理論的一定步驟，以百分之百的精確度改變自我內再的技術來獲得確實利益的方法論整體。
例如運動選手靠著臨陣大吼來解開大腦的自我限制、披上動物毛皮讓精神與動物同化、靠著特殊化妝或面具來扮演與不應存在於現世的存在一樣的角色，這些都屬於第一召換儀式。
第二召喚儀式
將自我的精神激發到一般心理學所無法說明的領域，召喚出魔道書中的惡魔，向神話中的眾神提出具體交涉，是能確實引發超乎人智現象的方法論。
代表性的有：十九至二十世紀前半研究五芒星圓陣、蓮花之杖、薔薇十字印符等的近代西洋魔法秘密組織。冷戰時的星門計畫、前蘇聯的極機密超心理學研究，也可歸納到這個領域。
第三召喚儀式

### 被召物一覽

#### 未踏級
持握真實之劍純真無垢的『白』之女王（iu・nu・fb・a・wuh・ei・kx・eu・pl・vjz）
参照#登場人物
清濁萬象吞噬殆盡的『漆黑』之顎（nu・lp・eu・bf・zuh・ei・jkv・iu・a・xw）
觸犯特定禁忌的召喚師所呼喚、全召喚師嫌棄的存在。
世界充滿虛假財寶的『綠』之惡女（lu・o・np・e・qo・ei・r・k・a・rum・pl）
與「非法集團」締結契約的「三大角」的「未踏級」之一。
看穿罪過兇事的『赤眼』之麗人（fa・ao・ab・ei・fj・cib・b・du・a・eif）
與「政府組織」締結契約的「三大角」的「未踏級」之一。
鼓動『黃』鰓統御天際的精靈（s・a・so・voz・tix・ei・yw・za）
與「自由勢力」締結契約的「三大角」的「未踏級」之一。
善惡分明的『紫電』淑女（iu・ao・eu・ei・kub・miq・a・ci・pl）

#### 神格級
法夫尼爾
八岐大蛇
利维坦
賽特
赫耳墨斯·特里斯墨吉斯忒斯
科爾努諾斯
莉莉絲
迦樓羅
密涅瓦

#### 規定級
當作觸及神格級的墊腳石，以人工方式嵌入系統之中的怪物。
始祖之黄《s》
一個高音。召喚儀式最初召換的『始祖』系列之中的一體。一團有如碳酸飲料添加的不自然黃色、全長達三公尺高的巨大黏稠物體。
始祖之綠《k》
一個中音。召喚儀式最初召換的『始祖』系列之中的一體。一團有如碳酸飲料添加的不自然綠色、全長達三公尺高的巨大黏稠物體。
始祖之紅《b》
一個低音。召喚儀式最初召換的『始祖』系列之中的一體。一團有如碳酸飲料添加的不自然紅色、全長達三公尺高的巨大黏稠物體。
DEC觸手《nu・o・re・a・btv・ag-y》
十二個高音。能將小型巡邏艇一口氣擠扁的巨大烏賊。長在身上的不是觸手，而是十條巨大鎖鏈。眼睛閃爍著金黃色光芒的被召物。
樹木手《tzf・qux・o・alc・a・ge》
十三個中音。像大樹般從地面生長出來的巨大手臂。
敵視巨眼《cuw・nu・o・qux・o・ag・du》
十四個低音。彷彿將大致與人類手臂等粗的刺鐵絲揉成一團的直徑約五公尺的球體。紅眼位於球體中心，中央發出淡淡光芒後，全身爆炸性的往全方位膨脹。

### 其他用語
幽靈
幽靈現象是在種種條件影響下，無處可去的力量聚合在一起而產生的。
若因為某種條件出現問題，產生差錯的話，會使得死者靈魂無處可去，停留在原地。就如同被落葉堵塞的排水溝，碰上下雨天就會淹水一樣。
因此，召喚師只要前往現場，做好「呼喚不應存在於現世之物」的準備，將「堵塞物」拿掉，幽靈就會消失。
仿生細胞
玩具之夢
儀仗兵（Guard of Honor）

## 輕小說
日文版由電擊文庫（KADOKAWA）出版，繁體中文版由台灣角川出版。
| 冊數 | 日文版ISBN （有「*」者為初回限定版） | 初版發售日     | 繁體中文版ISBN         | 初版發售日     |
| ---- | ------------------------------------ | -------------- | ---------------------- | -------------- |
| 1    | ISBN 978-4-04-866861-3（同日）       | 2014年9月10日  | ISBN 978-986-366-666-0 | 2015年10月27日 |
| 2    | ISBN 978-4-04-869164-2（同日）       | 2015年1月10日  | ISBN 978-986-473-299-9 | 2016年10月28日 |
| 3    | ISBN 978-4-04-865310-7（同日）       | 2015年8月8日   | ISBN 978-986-473-836-6 | 2017年8月24日  |
| 4    | ISBN 978-4-04-865660-3（同日）       | 2016年1月9日   | ISBN 978-986-473-976-9 | 2017年11月8日  |
| 5    | ISBN 978-4-04-892116-9（同日）       | 2016年6月10日  | ISBN 978-957-564-237-2 | 2018年6月21日  |
| 6    | ISBN 978-4-04-892550-1（同日）       | 2016年12月10日 | ISBN 978-957-564-746-9 | 2019年2月27日  |
| 7    | ISBN 978-4-04-892951-6（同日）       | 2017年6月9日   | ISBN 978-957-743-471-5 | 2020年1月20日  |
| 8    | ISBN 978-4-04-893678-1（同日）       | 2018年2月10日  | ISBN 978-957-743-472-2 | 2020年1月20日  |
| 9    | ISBN 978-4-04-912166-7（同日）       | 2018年11月10日 |                        |                |
| 10   | ISBN 978-4-04-912566-5（同日）       | 2019年6月8日   |                        |                |

## 外部連結
- 未踏召喚://鮮血印記 | 作品介紹 | 電撃文庫公式 （页面存档备份，存于）（日語）
- 鎌池和馬10周年！公式網站 （页面存档备份，存于）（日語）